# 帕西卡 (斯瓦利亞瓦區)
48°31′45″N 22°54′21″E / 48.52917°N 22.90583°E
帕西卡（烏克蘭語：Пасіка），是烏克蘭西部的村莊，隸屬外喀爾巴阡州的穆卡切沃區。該村面積12.64平方公里，海拔高度238米，2001年人口1,193，人口密度每平方公里94.38人。